# Bass Lake (hrabstwo Sawyer)
Bass Lake – miasto w Stanach Zjednoczonych, w stanie Wisconsin, w hrabstwie Sawyer.